# 新北市板橋區江翠國民小學
新北市板橋區江翠國民小學（New Taipei City Banqiao District Jiangcui Elementary School）一所位於板橋江子翠地區的國民小學。

## 校史
1919年，由於枋橋公學校不敷使用而成立「板橋公學校江子翠分校」。於1921年獨立為「江子翠公學校」，為當時板橋內第二所設立的學校。1946年因應皇民化運動改稱「翠國民學校」。戰後國民政府接收台灣改為「江子翠國民學校」，1947年5月改稱「台北縣板橋鎮江翠國小」。1972年7月隨著板橋鎮升格為縣轄市改名為「台北縣板橋市江翠國民小學」。2010年12月台北縣升格為直轄市才改稱為現名「新北市板橋區江翠國民小學」。
因為校舍老而於2009年推動校舍整建，工期長達7年、總金費近7億5,000萬元。並陸續於2011年5月、2014年2月完成第1、2期整建計畫。隨之新北市政府更投入近1,100萬元興建風雨操場。

## 歷任校長
- 民國35年2月：林銀蟾
- 民國51年11月：林燮熙
- 民國53年10月：徐海勝
- 民國57年9月：王三元
- 民國59年5月：周樹香
- 民國69年8月：林炳炘
- 民國79年8月：林秀地
- 民國87年8月：姚淑慧
- 民國91年8月：徐長安
- 民國99年8月：吳昌期
- 民國107年8月：周麗櫻

## 校友
- 葉俊榮：前教育部長(2018)[4]
- 陳武雄：前農委會主委(2008-2012)

## 外部連結
- .   [2021-04-22]. （原始内容存档于2020-04-21）.
- .   [2021-04-22].
- .   [2021-04-22]. （原始内容存档于2021-04-21）.
- .   [2021-04-22]. （原始内容存档于2021-04-21）.